# Gidget à Hawaï
Série
Gidget
(1959) Gidget à Rome
(1963)
Pour plus de détails, voir Fiche technique et Distribution.
Gidget à Hawaï (Gidget Goes Hawaiian) est un film américain réalisé par Paul Wendkos et sorti en 1961.
Dans la trilogie cinématographique mettant en scène Gidget, le film suit Gidget et précède Gidget à Rome du même réalisateur.

## Fiche technique
Sauf indication contraire, les informations mentionnées dans cette section peuvent être confirmées par la base de données cinématographiques IMDb,  présente dans la section « Liens externes ».
- Titre français : Gidget à Hawaï[1]
- Titre original : Gidget Goes Hawaiian
- Réalisateur : Paul Wendkos
- Scénario : Ruth Brooks Flippen (en), d'après les personnages créées par Frederick Kohner
- Photographie : Robert J. Bronner
- Montage : William A. Lyon
- Musique : George Duning
- Producteur : Jerry Bresler
- Société de production : Jerry Bresler Productions
- Société de distribution : Columbia Pictures
- Pays de production :  États-Unis
- Langue de tournage : anglais américain
- Format : Couleurs Eastmancolor - 1,85:1 - Son mono - 35 mm
- Durée : 92 minutes (1h32)
- Genre : Comédie romantique musicale
- Dates de sortie :
  - États-Unis : 2 juin 1961
  - Allemagne de l'Ouest : 21 juillet 1961
  - France : 10 janvier 1962

## Distribution
- James Darren : Moondoggie / Jeffrey Matthews
- Michael Callan : Eddie Horner
- Deborah Walley : Gidget / Frances Lawrence
- Carl Reiner : Russ Lawrence
- Peggy Cass : Mitzi Stewart
- Eddie Foy Jr. : Monty Stewart
- Jeff Donnell : Dorothy Lawrence
- Vicki Trickett : Abby Stewart
- Joby Baker : Le juge Hamilton
- Don Edmonds : Larry Neal
- Bart Patton : Wally Hodges
- Jan Conaway : Barbara Jo Wells
- Robin Lory : Dee Dee Waters
- Arnold Merritt : Clay Anderson
- Mimsy Farmer : Une fille dans le vestibule